# Erzulie

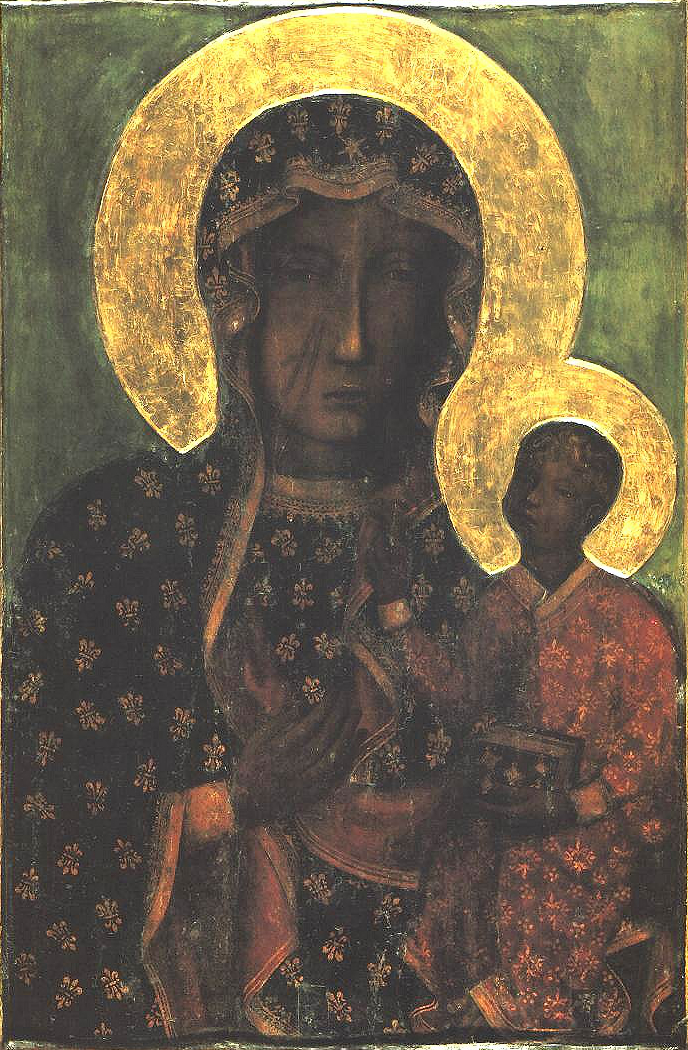
Nuestra Señora de Czestochowa, imagen cristiana con la que es sincretizada Erzulie Dantor.

Erzulie (a veces escrito Erzili o Ezili) es la loa del amor y de la belleza en la religión vudú haitiana.

## Características
Erzulie es la deidad femenina por excelencia, asociada con el amor y la belleza, el matrimonio, el lujo y la danza. Según la tradición, lleva tres anillos de boda, uno por cada uno de sus tres esposos: Damballa, Agwé y Oggun, y generalmente está simbolizada por un corazón y está vinculada a los colores rosa, azul, blanco y dorado. Erzulie representa, en pocas palabras, la esencia de la feminidad y la compasión. Durante los ritos de vudú, las mujeres poseídas por la diosa caen en un estado de trance mediante el cual simulan complejos rituales de cortejo y seducción dirigidos a todos los hombres presentes en el evento. Erzulie también es venerada, al igual que otras deidades, a través del ritual del sacrificio durante el cual los fieles ofrecían joyas, perfumes o incluso galletas dulces a la diosa.
La homosexualidad es explicada por aquellos que practicaban el vudú haitiano, como la poderosa influencia o posesión de un hombre por Erzulie. Esta deidad tiene varias encarnaciones pero las más conocidas son: Erzulie Freda, que es la banal y coqueta diosa del amor. Los que son poseídos por ella tienden a llorar lágrimas de añoranza y arrepentimiento. La otra emanación de la diosa es Erzulie Dantor, reina de la nación Petro y la madre de "Ti Jean Petro"; a menudo se la representa como una mujer negra temible, que sostiene de manera protectora a "Ti Jean Petro" en sus brazos. En contraste con Erzulie Freda que bendice con riquezas materiales, Erzulie Dantor da al devoto conocimiento espiritual.

## Erzulie en la iconografía cristiana
Cuando el vudú entró en contacto con la religión católica, practicada por los colonos europeos que la habían importado al Caribe, se generaron fenómenos naturales de sincretismo religioso que pronto llevaron a la asimilación de los loas del vudú con las figuras de los santos del cristianismo. Esto llevó a la creación de una forma original de adoración en la que Erzulie fue asimilada a la Virgen de los Dolores (como Erzulie Freda), probablemente debido a su carácter misericordioso y su protección hacia los niños (atributos comunes a la deidad vuduista). También se la sincretiza con Nuestra Señora de Czestochowa (bajo la forma de Erzulie Dantor), que podría tener sus raíces en copias del ícono de la Virgen Negra de Częstochowa traídas a Haití por soldados polacos, quienes lucharon en ambos bandos en la Revolución Haitiana desde 1802.

## Culto
Un importante lugar de culto de Erzulie es la localidad de Saut-d'Eau en Haití. Esto es así porque una presunta aparición mariana sucedida el 16 de julio de 1847, tuvo lugar en la copa de una palmera. Los católicos identificaron la aparición con la presencia de la Virgen del Carmen, pero para los vuduistas la aparecida era en realidad la diosa Erzulie. Cada año, la "cascada Le Saut" situada junto al lugar donde estuvo la palmera de la aparición, es testigo de una gran peregrinación durante la fiesta de Nuestra Señora del Carmen, entre el 14 y el 16 de julio.